# الدوري السويسري لكرة اليد للسيدات
الدوري السويسري لكرة اليد للسيدات هو دوري لأندية كرة اليد للسيدات في سويسرا تأسس في سنة 1970. يتم تنظيمه من قبل الاتحاد السويسري لكرة اليد. يمنح الفريق الفائز به مقعدا في التصفيات المؤهلة إلى دوري أبطال أوروبا لكرة اليد للسيدات.